# Kazimierz Stołyhwo
Kazimierz Stołyhwo (ur. 3 marca 1880 w Brahiłowie na Podolu, zm. 28 czerwca 1966 w Krakowie) – polski antropolog, profesor.

## Życiorys
Syn Jana Stanisława, chemika w cukrowni w Olszanie i Marii ze Smolskich. Miał syna Olgierda, cichociemnego.
Pierwsze Gimnazjum Klasyczne w Żytomierzu ukończył w roku 1899, a następnie najprawdopodobniej pod wpływem lekarza domowego Juliana Talko-Hryncewicza (Prof. Talko-Hryncewicz był pierwszym kierownikiem nowo utworzonej Katedry Antropologii Uniwersytetu Jagiellońskiego), który zainteresował go antropologią, rozpoczął studia na Wydziale Matematyczno-Przyrodniczym Uniwersytetu Warszawskiego. Jako stypendysta Kasy im. Mianowskiego kontynuował studia antropologiczne w Berlinie, Monachium i Paryżu, gdzie w 'Ecole d'Anthropologie studiował anatomię.
W pierwszej dekadzie XX wieku publikował liczne doniesienia wskazujące na zainteresowania, oprócz nadrzędnego zainteresowania antropologią i anatomią, również zoologią i etnologią.
W 1905 r., przy Muzeum Przemysłu i Rolnictwa w Warszawie zorganizował pierwszą w Polsce Pracownię Antropologiczną. W latach 1906–1918 był wykładowcą antropologii i anatomii na Wydziale Przyrodniczym Towarzystwa Kursów Naukowych w Warszawie, oraz pełnił funkcję sekretarza (1906–1907) i dziekana (1916–1918) wydziału. W 1908 roku odbył staż w Instytucie Antropologicznym w Budapeszcie. Zbierał materiały w Naturhistorisches Hofmuseum w Wiedniu. W 1910 roku został członkiem rzeczywistym Towarzystwa Naukowego Warszawskiego, w którym już w roku 1909 zorganizował Komisję Antropologiczną. W 1910 roku reprezentował Towarzystwo na Międzynarodowym Kongresie Amerykanistów w Buenos Aires i przewodniczył sekcji antropologicznej. Zwiedzał i prowadził studia w muzeach Buenos Aires i La Platy, a w latach następnych w Europie – w muzeach Padwy, Bolonii i Florencji. Od roku 1912 prowadził zajęcia dydaktyczne z anatomii na Wydziale Matematyczno-Przyrodniczym Uniwersytetu Warszawskiego i na Kursach Miłkowskiego. W 1913 roku z ramienia Elizabeth Thompson Science Fund prowadził badania groty w Łazach i grodziska w Sokolej Skale (Kielecczyzna). Od dyrektora Oddziału Antropologicznego United States Museum w Waszyngtonie, otrzymał fundusze na badania terenowe na Kijowszczyźnie. W tym samym roku prowadził badania przy ujściu Briusy do Jenisjeju (eksploracja grot i schronisk skalnych), łącząc badania antropologiczne z archeologicznymi i etnograficznymi, a także prace na cmentarzysku protohistorycznym w Niewiadomej w Siedleckiem. Badania kurhanów na Wołyniu przerwała w 1914 roku wojna. W latach 1906–1913 był działaczem Towarzystwa Kultury Polskiej.
O pozycji naukowej Kazimiera Stołyhwy świadczy jego członkostwo (członek korespondent) towarzystw antropologicznych w Paryżu (1907 r.) i Brukseli (1909 r.), Królewskiego Instytutu Antropologicznego Anglii i Irlandii w Londynie (1913 r.) Był także członkiem rzeczywistym towarzystw antropologicznych w Wiedniu (1907 r.) i Berlinie (1907 r.) oraz Towarzystwa Przedhistorycznego w Berlinie (1914 r.). W czasie pierwszej wojny światowej pozostał w Warszawie. W 1916 roku objął stanowisko dziekana Wydziału Matematyczno-Przyrodniczego U.W. Przyczynił się do przekształcenia Towarzystwa Kursów Naukowych w Wolną Wszechnicę Polską (1918 r.)
W 1915 roku poślubił antropolożkę Eugenię Piotrowską.
Kariera Kazimierza Stołyhwy rozwijała się w szybkim tempie. W 1917 roku został członkiem zarządu i zastępcą sekretarza generalnego Towarzystwa Naukowego Warszawskiego, w latach 1919–1924 był sekretarzem generalnym Towarzystwa, w 1919 roku wszedł w skład komitetu organizacyjnego Międzynarodowego Instytutu Antropologii w Paryżu, a od 1920 roku był jego członkiem rzeczywistym i członkiem Rady Zarządzającej. W 1920 roku odrzucił propozycję objęcia Katedry Antropologii na Uniwersytecie Stefana Batorego w Wilnie, natomiast przekształcił swoją Pracownię Antropologiczną w Instytut Nauk Antropologicznych z trzema zakładami: antropologii, etnologii i archeologii, a nadto muzeum antropologicznym oraz archeologicznym. Był przewodniczącym (1921 r.) Instytutu Nauk Biologicznych i kierownikiem Zakładu Antropologii. W 1920 roku współorganizował Oddział Antropologii Militarnej, włączony następnie (od 1924 r.) do Instytutu Nauk Antropologicznych.
Brał udział w Międzynarodowym Kongresie Geografów i Etnologów w Marsylii (1922 r.), w II Zjeździe Międzynarodowego Instytutu Antropologii w Pradze (1924 r.). Uzyskał członkostwo Komisji Geograficznej PAU oraz Towarzystwa Miłośników Przyrody, Antropologii i Etnografii w Moskwie (1924 r.). W Kairze (1925 r.) uczestniczył w Międzynarodowym Zjeździe Geografów, przy okazji poznał zbiory muzealne Kairu i Cypru oraz przeprowadzał obserwacje antropologiczne w Syrii, na Rodos i na Cyprze. Rok 1926 przyniósł mu członkostwo Towarzystwa Antropologii Fizycznej w Monachium i uzyskanie stopnia doktora rerum naturalium. Doktorat nostryfikował na wydziale Filozoficznym U.J. Uczestniczył w zjazdach w Paryżu (50-lecie 'Ecole d'Anthropologie), Salzburgu, Monachium, w 1927 roku w Kilonii i Amsterdamie. 28 kwietnia 1927 roku habilitował się z zakresu antropologii na Wydziale Filozoficznym UJ. W 1929 roku prowadził badania dziedziczności cech u kolonistów polskich w Paranie. Tym badaniom towarzyszył cykl wykładów wygłoszonych w Rio de Janeiro, Kurytybie i São Paulo. W roku 1930 został powołany na członka korespondenta Portugalskiego Towarzystwa Antropologicznego w Porto. w 1930 roku uczestniczył w IV Zjeździe Międzynarodowego Instytutu Antropologii w Coimbrze w Portugalii, przewodnicząc sekcji dziedziczności i eugeniki. W roku następnym uczestniczył w zjeździe monachijskiego Towarzystwa Antropologii Fizycznej we Wrocławiu i II Zjeździe Pomorzoznawczym, zorganizowanym przez Instytut Bałtycki w Toruniu. Pełnił w latach akademickich 1931/1932 i 1932/1933 funkcję dziekana Wydziału Matematyczno-Przyrodniczego Wolnej Wszechnicy Polskiej. W roku 1932 został członkiem Towarzystwa Anatomicznego Portugalsko-Hiszpańsko-Amerykańskiego w Lizbonie i na specjalne zaproszenie rządu argentyńskiego wziął udział w Międzynarodowym Zjeździe Amerykanistów w La Plata (przewodniczył jego sekcji antropologicznej). Przeprowadził wtedy studia nad zagadnieniem starożytności człowieka w Argentynie (w Muzeach Narodowych w La Plata i Buenos Aires) oraz wygłosił cykl wykładów w Muzeum Narodowym w Buenos Aires i na uniwersytecie w La Plata. W drodze powrotnej odwiedził ponownie Brazylię: w Rio de Janeiro wygłosił kolejne wykłady w Academia Brasileira de Letras, potem zatrzymał się w Anglii, gdzie w Londynie przestudiował zbiory antropologiczne British Museum i Royal College of Surgeons. Po powrocie do kraju, w roku 1933, został powołany w skład komitetu do badań kryminalno-biologicznych przy Departamencie Karnym Ministerstwa Sprawiedliwości i wziął udział w zorganizowaniu badań antropologicznych nad więźniami. Tego roku został członkiem zwyczajnym Towarzystwa Naukowego Warszawskiego oraz członkiem korespondentem Instytutu Bałtyckiego w Toruniu; objął też funkcję prorektora Wolnej Wszechnicy Polskiej.
Po przejściu na emeryturę Talko-Hryncewicza Kazimierz Stołyhwo 10 listopada 1933 roku otrzymał profesurę nadzwyczajną antropologii, a 14 grudnia tego roku objął kierownictwo Zakładu Antropologii na Wydziale Filozoficznym UJ. W tym czasie zapoczątkował terenowe badania antropologiczne na Górnym Śląsku i w roku 1934 został członkiem Komitetu Wydawnictw Śląskich PAU. Od 1935 roku był członkiem honorowym Polskiego Towarzystwa Eugenicznego. Z ramienia tego Towarzystwa brał udział w Europejskim Zjeździe Eugenicznym w Amsterdamie.
6 listopada 1939 w czasie "Sonderaktion Krakau" Kazimierz Stołyhwo został aresztowany wraz z innymi profesorami Uniwersytetu Jagiellońskiego i osadzony w Sachsenhausen-Oranienburg. Wrócił po przebytym tyfusie i zapaleniu płuc 23 kwietnia 1940 roku. Pobyt w obozie opisał w mało znanej publikacji: W niewoli u N.S.D.A.P. Zestawienie biograficzne w okresie 1 września 1939 – 18 stycznia 1945 [Stołyhwo K., 1946]
Po wojnie, już 20 stycznia 1945 roku, objął kierownictwo Katedry i Zakładu Antropologii UJ. W 1946 roku otrzymał nominację na profesora zwyczajnego. Prowadził aktywną działalność badawczą (dokończenie badań na Górnym Śląsku) i naukową. Został członkiem korespondentem Towarzystwa Włoskiego Antropologii i Etnografii (1947 r.), reprezentował Polskę w Brukseli na III Kongresie Nauk Antropologicznych i Etnologicznych (1948 r.). W 1948 roku objął funkcję wiceprezesa Polskiego Towarzystwa Anatomicznego, został członkiem korespondentem Towarzystwa Antropologicznego Czecho-Słowackiego, uczestniczył w XXIX Międzynarodowym Kongresie Amerykanistów w Nowym Jorku. W 1951 roku został czynnym  członkiem PAU.
30 września 1960 roku przeszedł na emeryturę. Zmarł w Krakowie, pochowany został na cmentarzu Salwatorskim (kwatera SC12-1-12).

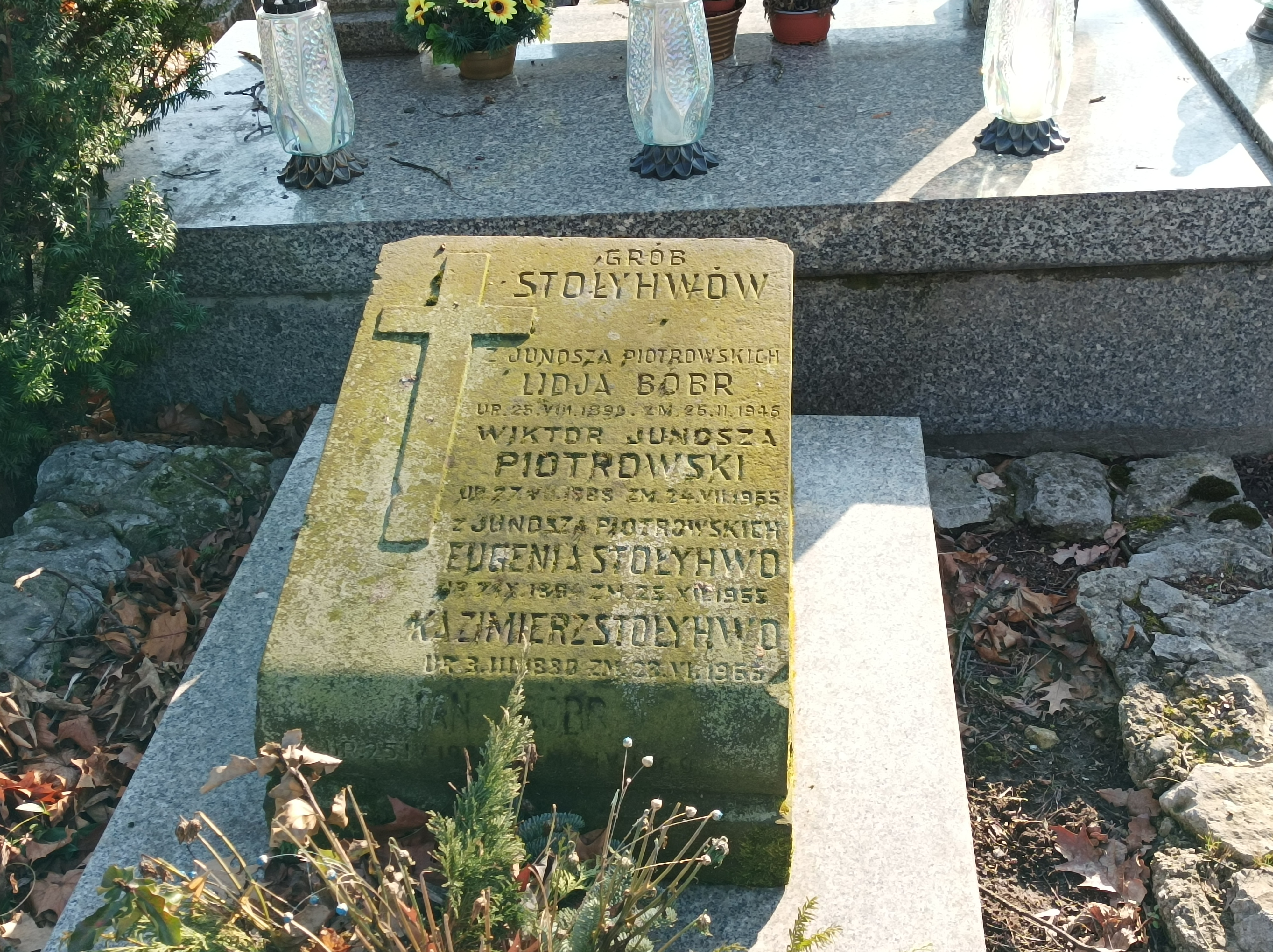
Grób prof. Kazimierza Stołyhwy na cmentarzu Salwatorskim w Krakowie

Uczniami prof. Kazimierza Stołyhwy byli profesorowie: Bronisław Jasicki, Paweł Sikora, Stanisław Panek, Bolesław Rosiński, Eugenia z Piotrowskich Stołyhwo.

## Odznaczenia
- Odznaczony Krzyżem Kawalerskim (1925 r.), Oficerskim (1926 r.), Krzyżem Komandorskim Orderu Odrodzenia Polski.
- Oficer i Kawaler francuskiego Orderu Legii Honorowej.
- Order Sztandaru Pracy I klasy (1956 r.)